# Zio Tungsteno - Ricordi di un'infanzia chimica
Zio Tungsteno. Ricordi di un'infanzia chimica è il primo volume dell'autobiografia di Oliver Sacks, pubblicata nel 2001.
L'autore decide di scrivere questo libro per ripercorrere tutti i ricordi più belli della sua vita ed in particolare volge al passato uno sguardo misto di nostalgia e amore per la sua infanzia da chimico.

## Trama
Oliver Sacks fin dai primi capitoli focalizza l'attenzione del lettore sulla sua passione per tutto ciò che aveva a che fare con la chimica. In particolare da bambino era affascinato ed estasiato dalla lucentezza, dal colore e dalle strane proprietà dei metalli, tanto da obbligare i genitori a rispondere a tutte le sue domande. Il momento di svolta avviene quando il piccolo Oliver, per avere informazioni più esaurienti riguardo alle sue curiosità, inizia a frequentare assiduamente lo zio Dave, riconosciuto dal bambino come Zio "Tungsteno"; egli possedeva una fabbrica di lampadine e il metallo più utilizzato e nel contempo anche il più interessante per Oliver era, appunto, il tungsteno. Tutta la sua vita era totalmente centrata su questa grande passione; il racconto è scandito da descrizioni di metalli rari e meravigliosamente misteriosi e da descrizioni della famiglia del giovane alla quale era fortemente unito.
Prima della guerra Oliver viveva nella sua casa a Londra insieme a tutta la sua famiglia;  racconta di quanto fosse emozionante trascorrere tutti insieme il sabato ebraico, condividere ogni momento speciale, ricevere il bacio della buonanotte dalla madre e pregare insieme. Purtroppo l'anno successivo, Oliver si spostò da Londra e fu costretto a frequentare una nuova scuola. È in questo capitolo che vengono trattati i temi del bullismo e della violenza da parte dei compagni.
Nella nuova scuola Oliver non era più quello di una volta: si sentiva solo. Infatti tornato a casa per le vacanze di Natale ebbe uno strano comportamento: rinchiuse la sua cagna Greta in un bidone al freddo. I genitori capirono immediatamente, senza nessuna domanda che il giovane era stato fortemente turbato dall'esperienza nel nuovo paesino. Oliver voleva tornare a casa, fuggire via dalla violenza e dalla solitudine. Sfortunatamente per lui non sarà così, ma come ancora di salvezza trova rifugio nei numeri, in particolare nei numeri primi che diventano per il ragazzo una delle poche ragioni di vita.
Anche negli anni successivi Oliver soffrì sempre più di solitudine e si avvicinò maggiormente al mondo della matematica, della fisica e della chimica.
Studiò le leggi riguardanti la materia, ed approfondì le scoperte di scienziati come Faraday, Maxwell e Mendeleev; studiò le teorie e la struttura dell'atomo, seguito ed aiutato dallo Zio Abe, " zio della fisica" che, nel frattempo, gli regalò uno spettroscopio tascabile e gli permise di utilizzare il suo laboratorio.
Crescendo Oliver, nonostante la sua passione per la chimica, era continuamente sottoposto alle influenze dei genitori e dei due fratelli che speravano per lui una carriera medica.
La famiglia del ragazzo non tollerava più la sua passione per la chimica e i suoi continui discorsi su innumerevoli e nuovi metalli. La madre, la quale viene descritta come una donna eccentrica, alle volte superficiale, ma molto intelligente, fece dissezionare ad Oliver a soli dieci anni il cadavere di una quattordicenne e raccontò al figlio della sensazionale scoperta che aveva stravolto la sua vita: i raggi x.
Il padre, invece, differentemente dalla madre era un uomo tranquillo, con il quale Oliver trascorreva molto tempo: innumerevoli erano le letture e le passeggiate insieme; inoltre i due condividevano una grande passione: il nuoto; ed è in questo modo che Oliver si sentiva molto vicino al padre, riconosceva davvero di essere suo figlio.
All'età di quattordici anni avviene un episodio cruciale. Oliver era in macchina insieme al resto della famiglia e come era solito fare iniziò a parlare di metalli, dei loro colori delle loro uniche e inimitabili proprietà, ma ad un certo punto del discorso i genitori erano talmente infastiditi che lo fecero tacere; da quel giorno Oliver capì che doveva diventare grande, pian piano si convinse di fare il medico in quanto capì che aveva voglia di umano, e che non gli bastavano più le sole scienze, non voleva più sentirsi “arido”.
Oliver Sacks è stato un famoso neurologo la cui passione per la chimica non si spense mai.

## Edizione italiana
- Oliver Sacks, Zio Tungsteno. Ricordi di un'infanzia chimica, traduzione di Isabella Blum, Collana Biblioteca n.422, Milano, Adelphi, 2002,  p. 412, ISBN 978-88-459-1685-4.